# Чемпионат мира по теннису на крытых кортах

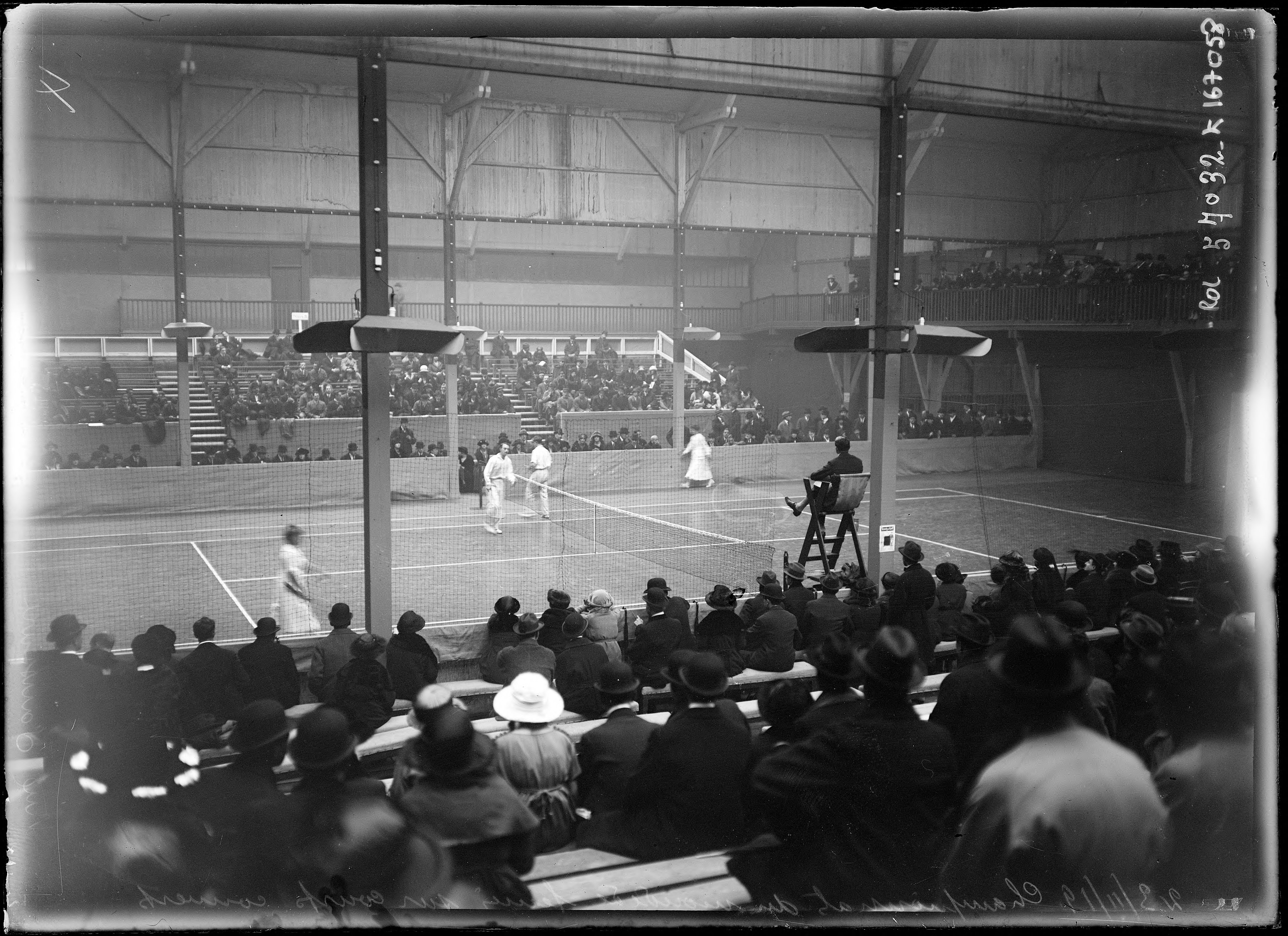
Матч смешанных пар, чемпионат 1919 года

Чемпионат мира по теннису на крытых кортах — международное любительское соревнование по теннису, проводившееся в странах Европы с 1913 по 1923 год с перерывом на время Первой мировой войны. Представлял собой один из трёх проводимых Международной федерацией лаун-тенниса (ILTF) чемпионатов мира, наряду с чемпионатом мира на травяных кортах (Уимблдонский турнир) и чемпионатом мира на твёрдых (грунтовых) кортах.

## История
После успеха состоявшегося во Франции в 1912 году турнира на грунтовых кортах ILTF приняла решение об учреждении официальной серии чемпионатов мира. Право на проведение чемпионата мира на твёрдых кортах получила Франция (в начале 1920-х его передали Бельгии), статус чемпионата мира на травяных кортах получил проходящий в Англии Уимблдонский турнир. Для чемпионата мира на крытых кортах, в отличие от первых двух, постоянного места выбрано не было, и в последующие годы он прошёл в шести разных странах и в разное время года:
- 1913 год, ноябрь — Стокгольм, Швеция[2]
- 1919 год, ноябрь — Париж, Франция[3]
- 1920 год, октябрь — Лондон, Великобритания[4]
- 1921 год, апрель — Копенгаген, Дания[5]
- 1922 год, февраль — Санкт-Мориц, Швейцария[6]
- 1923 год, февраль — Барселона, Испания

В 1923 году, с присоединением Ассоциации лаун-тенниса Соединённых Штатов к ILTF, американская сторона потребовала для любительского чемпионата США равного статуса с Уимблдонским турниром. В результате федерация приняла решение о ликвидации цикла чемпионатов мира. Помимо национального чемпионата США, ILTF также официально признала чемпионаты Австралии (до 1923 года — чемпионат Австралазии) и Франции — последний, изначально проводившийся только среди членов французских лаун-теннисных клубов, стал международным с 1925 года.

## Победители и финалисты
Как отмечает в своей «Энциклопедии тенниса» Макс Робертсон, чемпионат мира на крытых кортах, в отличие от чемпионата мира на твёрдых кортах, не сумел завоевать реального мирового признания, оставшись преимущественно европейским турниром. Этот факт подчёркивается и тем, представители каких стран становились чемпионами мира на крытых кортах: за исключением победы новозеландца Энтони Уайлдинга в первый год проведения в мужском одиночном разряде и победы пары из британских колоний в миксте в 1920 году на следующий год, все титулы были завоёваны теннисистами Великобритании, Франции и Дании. Датчанка Элсебет Брем-Йоргенсен стала абсолютной чемпионкой мира на крытых кортах в 1921 году, победив во всех трёх разрядах, француженка Жермена Гольдинг повторила этот успех год спустя, а в 1923 году абсолютной чемпионкой стала британка Кэтлин Маккейн. Соотечественница Маккейн, Джеральдин Бимиш, также побеждала во всех трёх доступных разрядах, но не в один год. Бимиш и Маккейн трижды выиграли вместе соревнования женских пар и по разу побеждали в остальных двух разрядах. У мужчин абсолютных чемпионов за шесть лет проведения турнира не было, но француз Анри Коше победил по два раза в мужском одиночном и парном разрядах.

### Мужской одиночный разряд
| Год       | Победитель      | Финалист            | Счёт в финале           |
| --------- | --------------- | ------------------- | ----------------------- |
| 1913      | Энтони Уайлдинг | Морис Жермо         | 5-7, 6-2, 6-3, 6-1      |
| 1914—1918 | Не проводился   | Не проводился       | Не проводился           |
| 1919      | Андре Гобер     | Макс Декюжи         | 6-3, 6-2, 6-2           |
| 1920      | Гордон Лоу      | Уолтер Кроли        | 6-1, 6-3, 6-1           |
| 1921      | Вильям Лоренц   | Альфред Бимиш       | 6-2, 6-4, 6-2           |
| 1922      | Анри Коше       | Жан Боротра         | 4-6, 2-6, 6-3, 6-2, 6-0 |
| 1923      | Анри Коше (2)   | Джон Брайан Гилберт | 6-4, 7-5, 6-4           |

### Женский одиночный разряд
| Год       | Победительница         | Финалистка         | Счёт в финале |
| --------- | ---------------------- | ------------------ | ------------- |
| 1913      | Хелен Эйтчисон         | Катрин Гийу-Фенвик | 6-4, 6-2      |
| 1914—1918 | Не проводился          | Не проводился      | Не проводился |
| 1919      | Дороти Холман          | Жермена Гольдинг   | 6-3, 6-4      |
| 1920      | Джеральдин Бимиш       | Кэтлин Маккейн     | 6-2, 5-7, 9-7 |
| 1921      | Элсебет Брем-Йоргенсен | Эбба Мейер         | 6-2, 6-4      |
| 1922      | Жермена Гольдинг       | Жанна Воссар       | 6-2, 7-5      |
| 1923      | Кэтлин Маккейн         | Джеральдин Бимиш   | 6-3, 4-6, 6-2 |

### Мужской парный разряд
| Год       | Победители                           | Финалисты                      | Счёт в финале              |
| --------- | ------------------------------------ | ------------------------------ | -------------------------- |
| 1913      | Макс Декюжи Морис Жермо              | Курт Бергман Хайнрих Кляйншрот | 7-5, 2-6, 9-7, 6-3, 6-1    |
| 1914—1918 | Не проводился                        | Не проводился                  | Не проводился              |
| 1919      | Андре Гобер Вильям Лоренц            | Николае Мишу Х. Портлок        | 6-1, 6-0, 6-2              |
| 1920      | Персиваль Давсон Теодор Маврогордато | Альфред Бимиш Фрэнсис Фишер    | 4-6, 10-8, 13-11, 3-6, 6-3 |
| 1921      | Морис Жермо (2) Вильям Лоренц (2)    | Эрик Тегнер Пауль Хенриксен    | 6-3, 6-2, 3-6, 6-3         |
| 1922      | Жан Боротра Анри Коше                | Шарль Мартен Арман Симон       | 2-6, 6-2, 6-1, 6-4         |
| 1923      | Анри Коше (2) Жан Куитеас            | Лейф Ровсинг Эрик Тегнер       | 6-1, 6-1, 7-5              |

### Женский парный разряд
| Год       | Победительницы                          | Финалистки                    | Счёт в финале |
| --------- | --------------------------------------- | ----------------------------- | ------------- |
| 1913—1918 | Не проводился                           | Не проводился                 | Не проводился |
| 1919      | Джеральдин Бимиш Кэтлин Маккейн         | Филлис Ковелл Дороти Холман   | 6-3, 6-4      |
| 1920      | Джеральдин Бимиш (2) Кэтлин Маккейн (2) | Дорис Крэддок Айрин Пикок     | 6-3, 7-5      |
| 1921      | Элсебет Брем-Йоргенсен Эбба Мейер       | Ютта Стеенберг Вера Форум     | 6-2, 4-6, 6-2 |
| 1922      | Жанна Воссар Жермена Гольдинг           | Ивонна Буржуа Каниве          | без игры      |
| 1923      | Джеральдин Бимиш (3) Кэтлин Маккейн (3) | Жанна Воссар Жермена Гольдинг | 6-1, 6-1      |

### Смешанный парный разряд
| Год       | Победители                         | Финалисты                               | Счёт в финале |
| --------- | ---------------------------------- | --------------------------------------- | ------------- |
| 1913      | Катрин Гийу-Фенвик Макс Декюжи     | Сигрид Фик Гуннар Сеттерваль            | 7-5, 12-10    |
| 1914—1918 | Не проводился                      | Не проводился                           | Не проводился |
| 1919      | Джеральдин Бимиш Макс Декюжи (2)   | Жермена Гольдинг Вильям Лоренц          | 6-3, 6-3      |
| 1920      | Айрин Пикок Фрэнсис Фишер          | Кэтлин Маккейн Стэнли Дауст             | без игры      |
| 1921      | Элсебет Брем-Йоргенсен Эрик Тегнер | Агнете Гольдшмидт Харальд Ваагепетерсен | 6-2, 6-2      |
| 1922      | Жермена Гольдинг Жан Боротра       | Жанна Воссар Макс Декюжи                | 6-3, 6-4      |
| 1923      | Кэтлин Маккейн Уолтер Кроли        | Джеральдин Бимиш Джон Брайан Гилберт    | 4-6, 6-2, 6-3 |